# Абрюшино
Абрю́шино — деревня в Карамышевской волости Псковского района Псковской области России.
Расположена в 8 км к юго-западу от села Карамышево и в 21 км к востоку от центра города Пскова.

## Население
| 2001 | 2002 | 2010 |
| ---- | ---- | ---- |
| 2    | →2   | →2   |